# Crenidorsum turpiniae
Crenidorsum turpiniae là một loài côn trùng cánh nửa trong họ Aleyrodidae, phân họ Aleyrodinae.
Crenidorsum turpiniae được Takahashi miêu tả khoa học đầu tiên năm 1932.